# Strzemieczne-Wiosny
Strzemieczne-Wiosny – wieś w Polsce położona w województwie mazowieckim, w powiecie makowskim, w gminie Młynarze.
Wieś szlachecka położona była w drugiej połowie XVI wieku w powiecie różańskim ziemi różańskiej. W latach 1975–1998 miejscowość administracyjnie należała do województwa ostrołęckiego.
Wierni kościoła rzymskokatolickiego należą do parafii św. Stanisława Kostki w Żebrach-Perosach.